# Симоне Бокканегра
Симоне Бокканегра (італ. Simone Boccanegra, МФА: [siˈmoːne ˌbokkaˈneːɡra]; ліг. Scimon Boccaneigra МФА: [ʃiˈmuŋ ˌbukːaˈnejɡɾa]; помер 1363) — перший дож Генуї. Став дожем вперше у 1339 році, через шість років був усунений від влади, але відновив посаду в 1356 році, зберігаючи її до своєї смерті в 1363 році.
Йому були присвячена п'єса Антоніо Гарсіа Гутьєрреса 1843 року «Симон Бокканегра» та опера Джузеппе Верді 1857 року «Симон Бокканегра».

## Родина

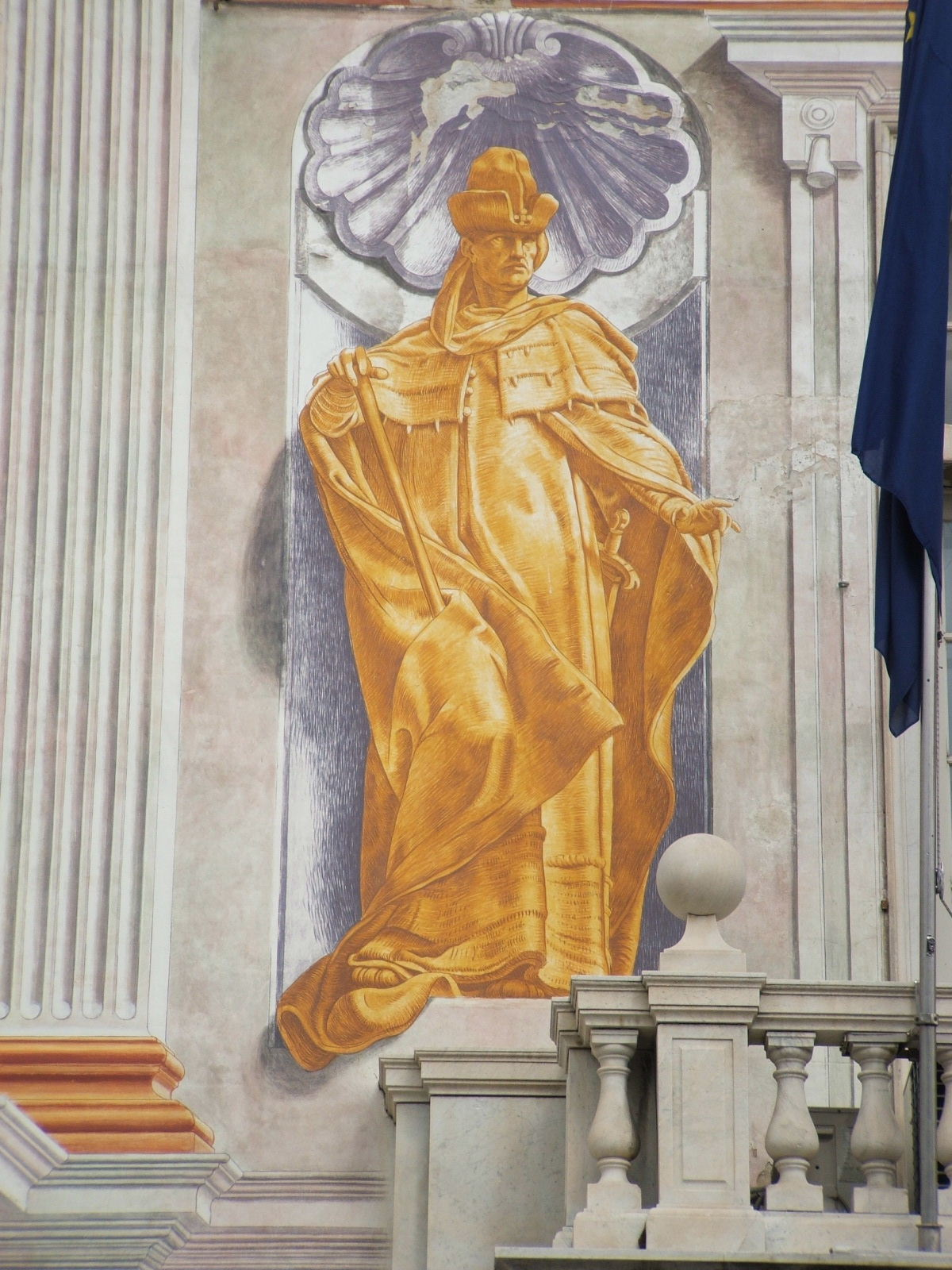
Фреска XIX століття, яка, ймовірно, зображує Симоне Бокканегра у Палаццо Сан-Джорджо, Генуя

Симоне Бокканегра належав до багатої генуезької купецької родини Бокканегра, членами якої був Гульєльмо Бокканегра, який у 1257 році став фактичним диктатором Генуезької Республіки, коли повстання проти уряду старої аристократії дозволило йому отримати посаду капітано-дель-пополо і контроль над республікою. У 1260 році Гульєльмо Бокканегра замовив будівництво Палаццо Сан-Джорджо, майбутнього резиденції республіканської влади в Генуезькій республіці. Однак Гульєльмо не зміг повністю придушити внутрішню опозицію старих дворянських сімей, які скинули його в результаті кривавого перевороту в травні 1262 року, після чого він вирушив у вигнання до Франції, де й помер у 1273 році.

## На посаді дожа
Ностальгія широких верств генуезців за «народним» урядом Гульєльмо Бокканегра, допомогла його правнуку Симоне Бокканегра бути обраним першим довічним дожем Генуезької республіки 23 грудня 1339 року. Проти Симона виступила аристократична фракція, що представляла старий торговельний патриціат, який Бокканегра намагався усунути від суспільного життя. З усуненням старого патриціату від влади виник новий клас торгових генуезьких родин — Адорно, Гуарко, Фрегозо та Монтальдо. Під час правління Бокканегри генуезький контроль був розширений на Французьку та Італійську Рив'єри, за винятком володінь Грімальді в Монако та Вентімілья.
Брат Симона, Еджідіо Бокканегра, був гранд-адміралом на службі у Альфонсо XI Кастильського і завдав поразки марокканському флоту біля Альхесіраса в 1344 році.
З самого початку обрання на посаду дожа, проти Бокканегра відбувались постійні змови й навіть замахи, перших змовників було страчено вже 20 грудня 1339 року, ще до обрання його на посаду дожа. Це призвело до створення особистої охорони зі 103 кінних солдатів. Для безпеки Бокканегри їх було взято з Пізи, затятого ворога Генуї, де, однак Нікколо, брат Симоне був капітано-дель-пополо, оскільки їх мати була пізанською аристократкою.

## Відставка і смерть

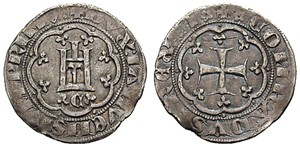
Денаро гроссо («товстий пенні») часів Симоне Бокканегра

Бокканегра був змушений піти у відставку на публічних зборах, які він скликав 23 грудня 1345 року. Його наступником став Джованні I ді Мурта, який помер на початку січня 1350 року, а потім Джованні II Валенте, який правив як головний магістрат, доки Бокканегра не повернув владу в 1356 році.
Бокканегра помер у 1363 році, можливо, був отруєний агентами своїх ворогів.

## В культурі

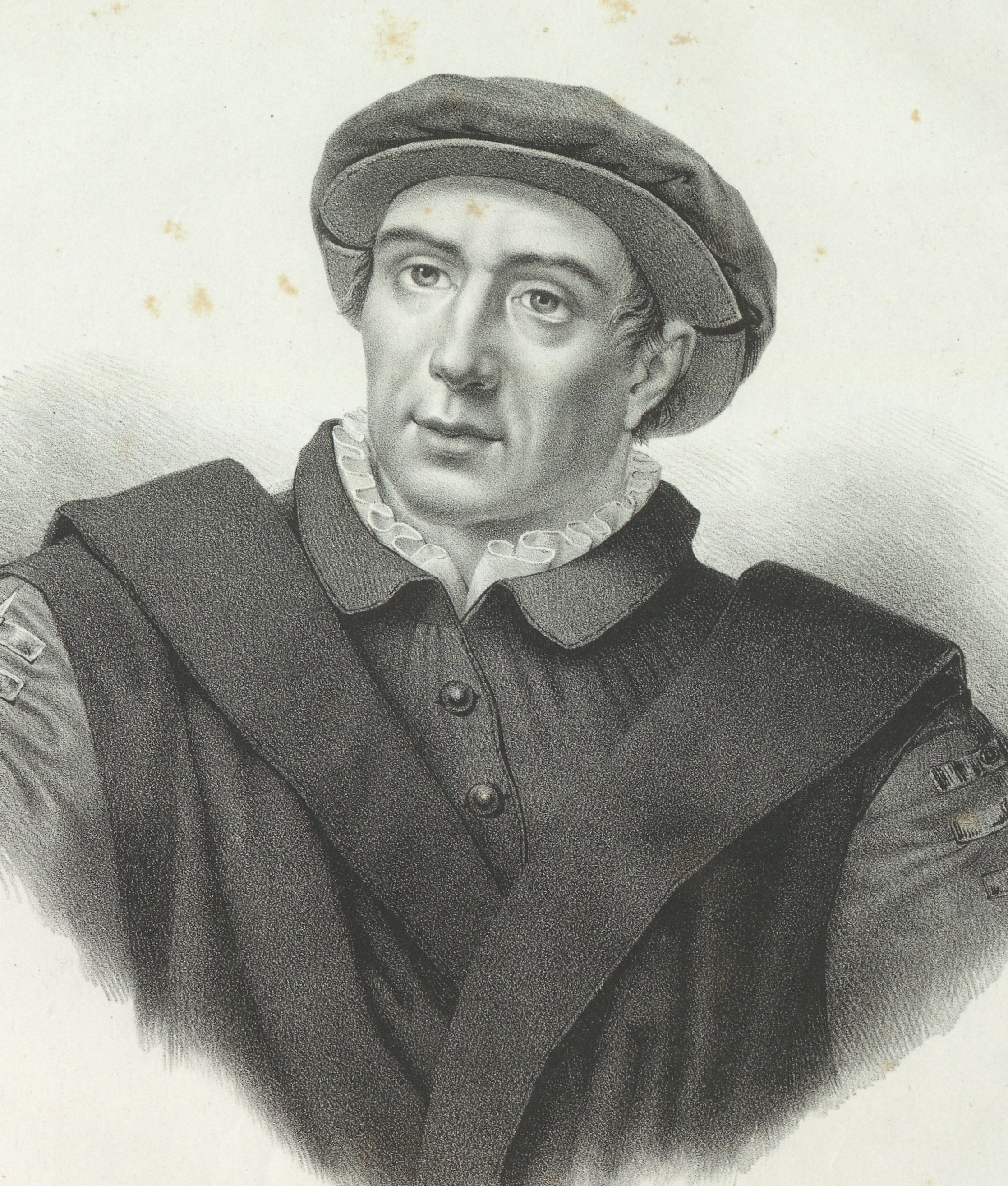
Симоне Бокканегра, малюнок XIX ст.

Поет-гуманіст Петрарка писав листи до жителів Генуї та венеційського дожа, закликаючи їх припинити братовбивчі війни та знайти спільну мету. Ці листи були одним із джерел натхнення Верді для перегляду опери в 1881 році.
Гробниця Симоне Бокканегра в церкві Сан-Франческо в Кастеллетто, яка вже не збереглася, була прикрашена чудовою похоронною скульптурою, яка зображувала його так, ніби він лежить, з надзвичайною реалістичністю в його рисах. Зараз ця скульптура знаходиться в музеї Сант-Агостіно в Генуї.